# معزوب العزب (الرضمة)

تعديل مصدري - تعديل

معزوب عباد هي إحدى قرى عزلة سودان بمديرية الرضمة التابعة لمحافظة إب، بلغ تعداد سكانها 388 نسمة حسب تعداد اليمن لعام 2004.